# Pseudohermonassa plagiata
Pseudohermonassa plagiata är en fjärilsart som beskrevs av Walker 1865. Pseudohermonassa plagiata ingår i släktet Pseudohermonassa och familjen nattflyn. Inga underarter finns listade.